# Upptåget

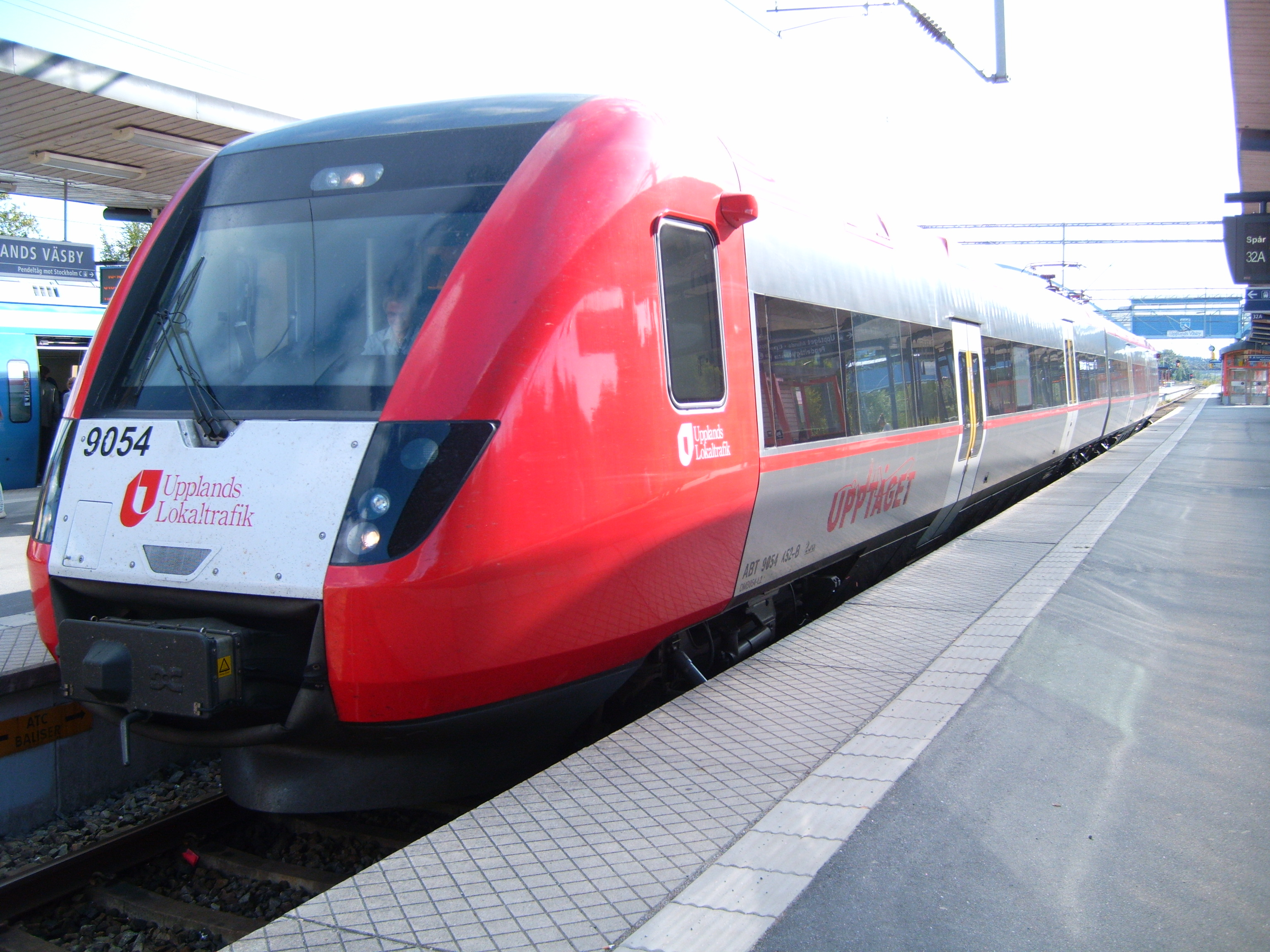
Upptåget-Zug in Upplands Väsby

Upptåget war der Name eines Regionalbahn-Systems in der schwedischen Provinz Uppsala län. Die Linien gingen von Schwedens viertgrößter Stadt Uppsala aus und reichten nach Gävle und Sala. Das Netz umfasste seit Dezember 2012 16 Bahnhöfe und Haltepunkte. Davon sind zwölf Haltestellen reaktiviert.
Zum Fahrplanwechsel am 12. Juni 2022 wurde Upptåget in das Regionalbahnsystem Mälartåg integriert, der Name Upptåget verschwand damit.

## Geschichte
Die erste Linie Uppsala–Tierp nahm am 19. August 1991 im Auftrag der ÖPNV-Gesellschaft Upplands Lokaltrafik AB (UL) ihren Betrieb auf. Es folgte am 21. August 2006 eine nördliche Verlängerung nach Gävle sowie eine südliche nach Arlanda C und Upplands Väsby. Am 9. Dezember 2012 wurde Upptåget auf der Linie Uppsala–Upplands Väsby eingestellt. Als Ersatz wurde eine neue Linie des Stockholmer Pendeltåg und eine neue Linie Uppsala–Sala eingerichtet.
Der eigentliche Zugbetrieb wurde von 1991 bis 2011 von Statens Järnvägar durchgeführt, danach von DSB Uppland, einer Tochtergesellschaft der dänischen Eisenbahngesellschaft DSB. Am 1. September 2017 übernahm Transdev Uppland AB, eine Tochtergesellschaft von Transdev S.A., den Betrieb.
Mit Ablauf des Fahrplanjahres 2021 wurde Upptåget Teil des regionübergreifenden Regionalbahnsystems Mälartåg. Dabei wurden die Züge der Strecke Sala-Uppsala in den Verkehr Sala–Västerås–Eskilstuna–Norrköping–Linköping integriert. Der Abschnitt Uppsala–Gävle wird hauptsächlich von den neuen ER1-Zügen befahren, während Uppsala–Sala–Linköping weiterhin mit Regina-Zügen betrieben wird. Die Region Uppsala wird dazu acht ER1- und fünf Regina-Züge für Mälardalstrafik bereitstellen.

## Züge

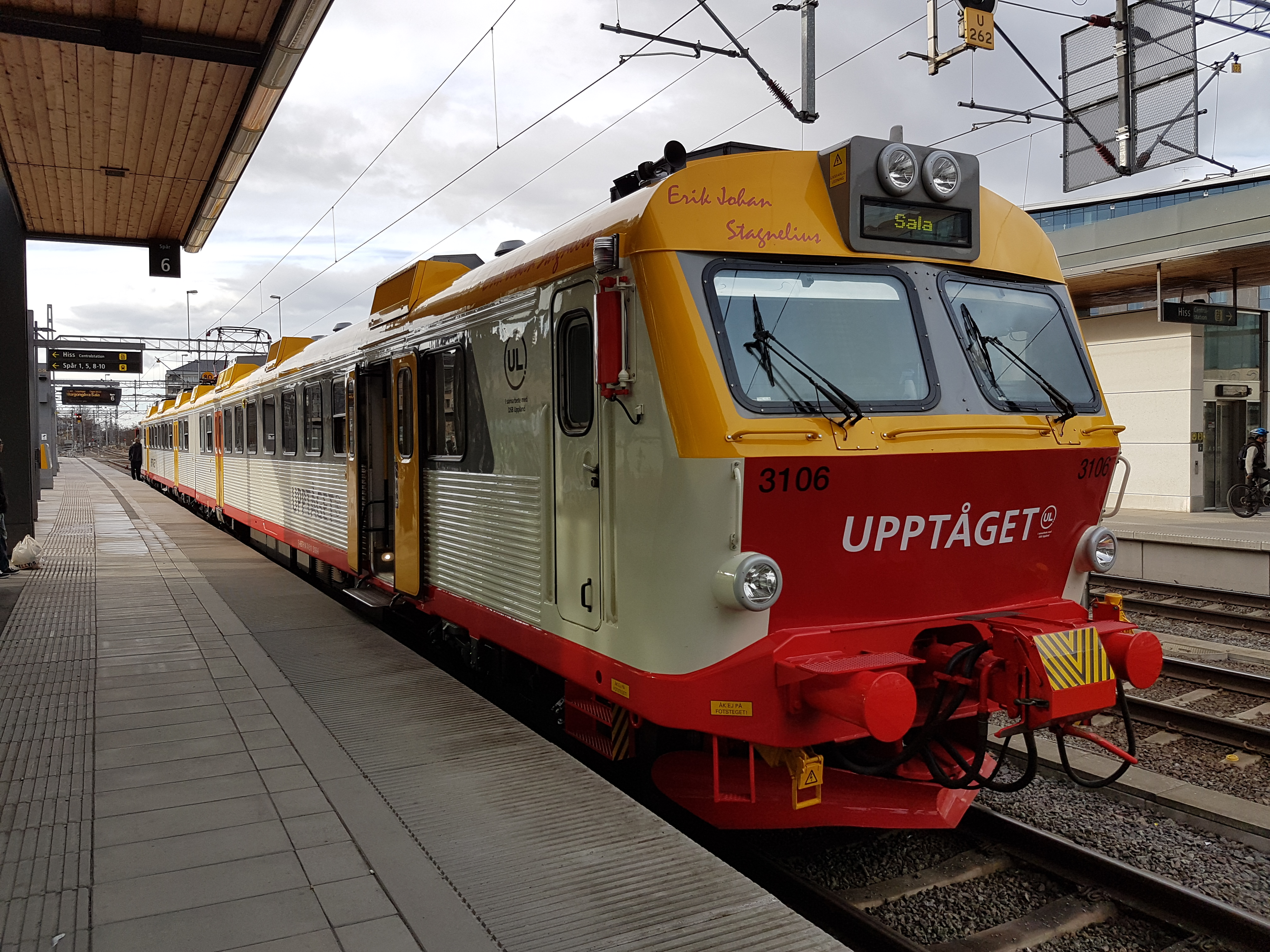
X11-Zug im Bahnhof Uppsala

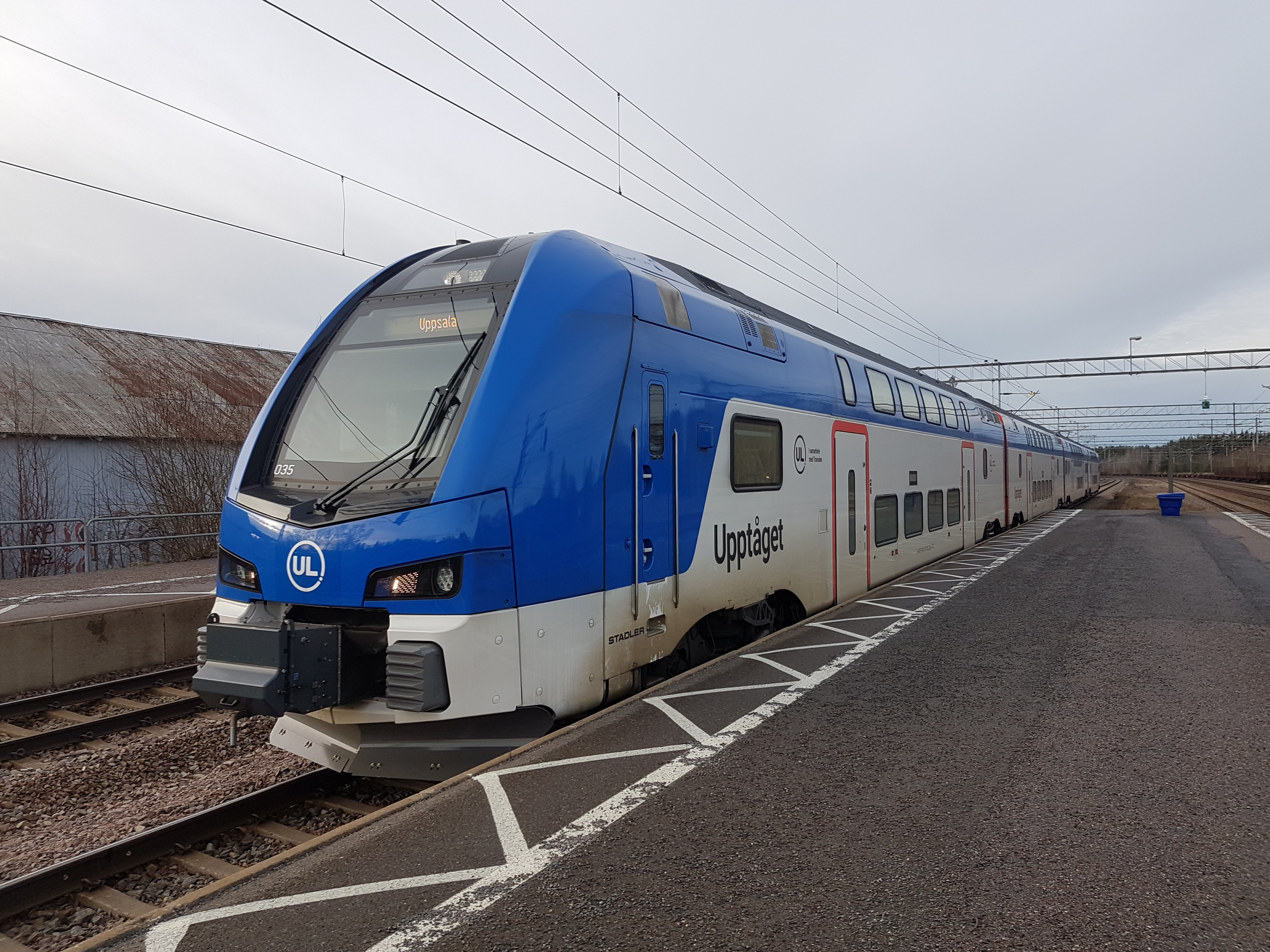
Transitio ER1 im Einsatz bei Upptåget (Stadler Dosto)

Anfangs wurden Triebzüge der Baureihe X10 eingesetzt. Diese wurden 1998 durch die weiterentwickelte Baureihe X12 ersetzt.
Seit 2003 finden Triebzüge der Baureihe X52 Verwendung. UL verfügte über einen dreiteiligen und zehn zweiteilige Züge dieses Typs. Die Züge haben eine zulässige Höchstgeschwindigkeit von 200 km/h.
Zwischen April 2017 und Januar 2020 setzte UL auf der Strecke Uppsala–Sala auch von Pågatåg gemietete, modernisierte Züge des Typs X11 ein. Die dadurch freigesetzten X52-Züge werden auf der Strecke Uppsala–Tierp–Gävle eingesetzt, um den dort stark gewachsenen Passagierzahlen gerecht zu werden.
Im Mai 2017 wurde beschlossen, acht neue, vierteilige Doppelstock-Triebzüge vom Typ Stadler KISS zu beschaffen. Die Fahrzeuge sind vom Leasingunternehmen Transitio angemietet und tragen die Baureihenbezeichnung ER1. Der erste neue Zug nahm am 14. Dezember 2019 den Verkehr auf. Bis Ende des Sommers 2020 gingen die neuen Züge auf der Strecke Uppsala–Gävle in Betrieb. Von den elf vorhandenen Regina-Zügen wurden daraufhin acht an den Leasinggeber zurückgegeben, die übrigen drei Züge wurden auf der Strecke Uppsala–Sala eingesetzt.
Im Hinblick auf die geplante Integration wurden die neuen Züge bereits im Mälartåg-Farbschema ausgeliefert. Die vorhandenen Regina-Züge werden nach und nach renoviert und dabei auf das Mälartåg-Farbschema umlackiert.